# Die Ingmarssöhne
Die Ingmarssöhne, auch bekannt unter dem deutschen Zweittitel Abseits von den Wegen der Menschen, ist ein schwedischer Stummfilm aus dem Jahre 1919. Regie bei diesem aus zwei Teilen bestehenden, ersten Teil einer opulenten, vierteiligen Filmsaga (1918 bis 1926) nach einer Romanvorlage von Selma Lagerlöf führte Victor Sjöström.

## Handlung
Die Ingmarssöhne erzählt die ersten Kapitel von Selma Lagerlöfs Roman-Epos nach.
Im Mittelpunkt des Geschehens steht die junge Brita. Das einfache Bauernmädchen bringt eines Tages ihr eigenes, neugeborenes Kind um, weil der Kindsvater, Ingmar, aus dem Geschlecht von wohlhabenden Großbauern stammend, sie nicht heiraten will und das Mädchen dadurch vor den Augen der Gesellschaft als entehrt dasteht. In ihrer Verzweiflung will sie sich daraufhin von einer Klippe in die Tiefe stürzen, wird aber im letzten Moment davon abgehalten.
Während Brita für ihre Bluttat ins Gefängnis muss, besinnt sich Ingmar eines Besseren. Er sucht auf einer Himmelsleiter Rat bei seinen Ahnen und erhält den Ratschlag, ihr zu vergeben. Ingmar erkennt daraufhin auch seinen Anteil an Britas Verhalten, das sie zu dieser Verzweiflungstat trieb. Als sie wieder entlassen wird, bittet er um Britas Hand. Sie willigt ein, und beide beginnen ein neues Leben.

## Produktionsnotizen
Dieser Film basiert auf Lagerlöfs Roman Jerusalem.
Der noch während des Ersten Weltkriegs 1918 gedrehte Film erlebte am 1. Januar 1919 seine Welturaufführung. Gepriesen wurde, neben Sjöströms Regie, vor allem die Kameraleistung von Julius Jaenzon. Die Filmbauten entwarf Axel Esbensen. Der Film gilt als eines der Hauptwerke des schwedischen Naturalismus-Kinos und begründete die Weltbedeutung der heimischen Kinematografie.

## Kritiken
Die Norrköpinger Tageszeitung schrieb: Sjöström „ist ein wahrer Nationaldichter, und sein Einfluß ist größer als der aller seiner Vorgänger. Sein Arbeitsmittel ist nicht das gedruckte Wort, das in Bibliotheken zum Vergessen verdammt ist. Sjöström wendet sich an das Auge der Menschen und spricht an neuen Orten ihrer Begegnungen, in den Kinosälen zu ihnen…“
Reclams Filmführer schrieb zu „Die Ingmarssöhne“: „Ingmarssönerna zählt zu den Höhepunkten des skandinavischen Stummfilms. Sjöström erzählte seine Geschichte in raffiniert komponierten Bildern, er fügte die schwedische Landschaft als Wirkungselement überzeugend in seinen Film ein, und seine bildkräftige Phantasie verarbeitete auch Trickszenen nahtlos in die Dramaturgie seines Stoffes. Als Ingmar nach der schrecklichen Tat seiner Verlobten sie zu verstehen sucht, klettert er auf einer riesigen Leiter in den Himmel, um bei seinen Vorfahren Rat zu suchen. Sie empfehlen ihm, Brita zu verzeihen. Trotz des Einsatzes  ausgeklügelter filmischer Mittel erreichte Sjöström in dieser Szene außerordentliche Schlichtheit und Selbstverständlichkeit. Diese Art der Darstellung des Übersinnlichen wurde im schwedischen Film Tradition.“
Kay Wenigers Das große Personenlexikon des Films erinnerte in Sjöströms Biografie daran, dass dessen Literaturverfilmungen in den ausgehenden 1910er Jahren dem schwedischen Kino Weltgeltung brachten.